# Bête de Noth
La bête de Noth est un animal carnivore à l'origine d'une série d'attaques sur des troupeaux à partir de novembre 1982, dans le département de la Creuse. Entre autres, le 10 novembre 1982, la bête de Noth tua un taurillon et une génisse de 400 kg chacun au lieu-dit Maison-neuve, le 19 novembre, deux brebis à Auzillac, une brebis à Maumas  le 3 décembre, et une génisse au Grand-bourg le 9. Ce ne sont pas les attaques sur des bêtes domestiques qui ont marqué les esprits, mais l'état dans lequel ont été retrouvés les cadavres : horriblement déchiquetés. Les rumeurs se sont mises à circuler, parlant d'un lion[réf. incomplète] ou d'un puma, tandis que d'autres identifient l'animal comme un gros chien. Lors d'une battue organisée dans la forêt de Noth en novembre 1982, un chasseur a été confronté à l'animal sans pouvoir l'identifier. La rumeur est rapidement retombée et l'affaire n'a jamais été élucidée.

### Presse locale
- Thibaut Solano, « Mystère ou canular ? L'étrange Bête de Noth », La Montagne,‎ 27 juin 2010 (lire en ligne [archive du 29 juin 2010])
- « Trente ans après, la bête de Noth n'a toujours pas été attrapée », La Montagne,‎ 24 novembre 2012 (lire en ligne)

### Livres
- Michel Meurger (dir.), « Les félins exotiques dans le légendaire français », Communications, no 52 « Rumeurs et légendes contemporaines »,‎ 1990, p. 175-196 (DOI 10.3406/comm.1990.1790)
- Françoise Reumaux, Toute la ville en parle : esquisse d'une théorie des rumeurs, Paris, Éditions L'Harmattan, 1994, 205 p. (ISBN 2-7384-2419-8, lire en ligne)